# François de Cuvilliés
François de Cuvilliés, por vezes referido como o Velho (23 de outubro de 1695, Soignies, Hainaut – 14 de abril de 1768, Munique ), foi um designer decorativo e arquiteto bávaro de origem espanhola, nascido na Holanda. Ele foi fundamental para levar o estilo rococó à corte de Wittelsbach em Munique e à Europa Central em geral. A sua obra-prima é o Amalienburg, no parque de Nymphenburg, construído entre 1734 e 1739, com decorações rococó naturalistas prateadas ou douradas, realçadas por motivos coloridos.  O Residenztheater, ou "Teatro Cuvilliés" (1751-1755), foi projetado e construído por Cuvilliées para o Maximiliano III José, Eleitor da Baviera. Apesar de o teatro ter sido bombardeado durante a Segunda Guerra Mundial, os camarotes esculpidos e dourados foram desmontados e guardados por motivos de segurança. Posteriormente, o Residenztheater foi meticulosamente recriado na década de 1950.

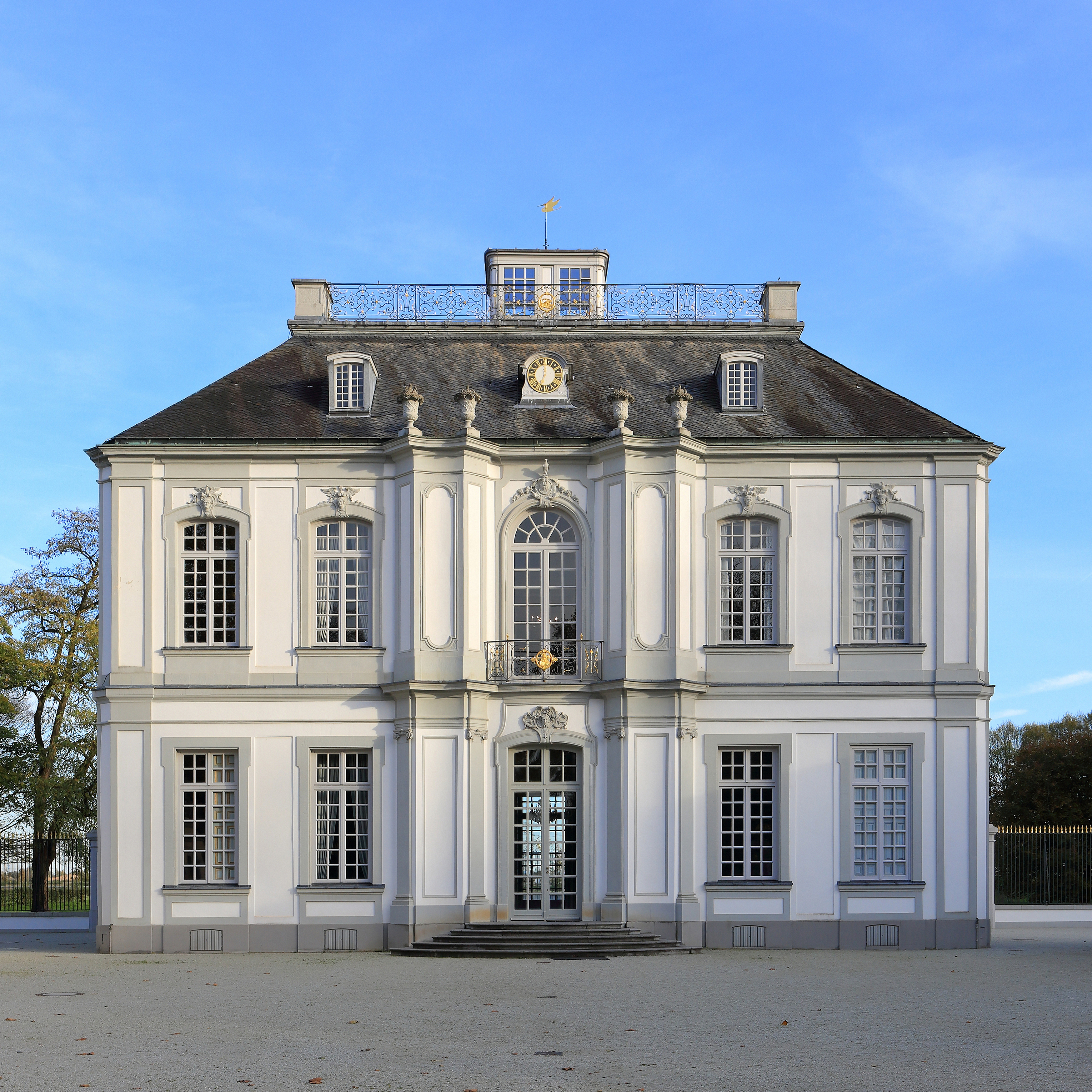
Pavilhão de caça Falkenlust em Brühl

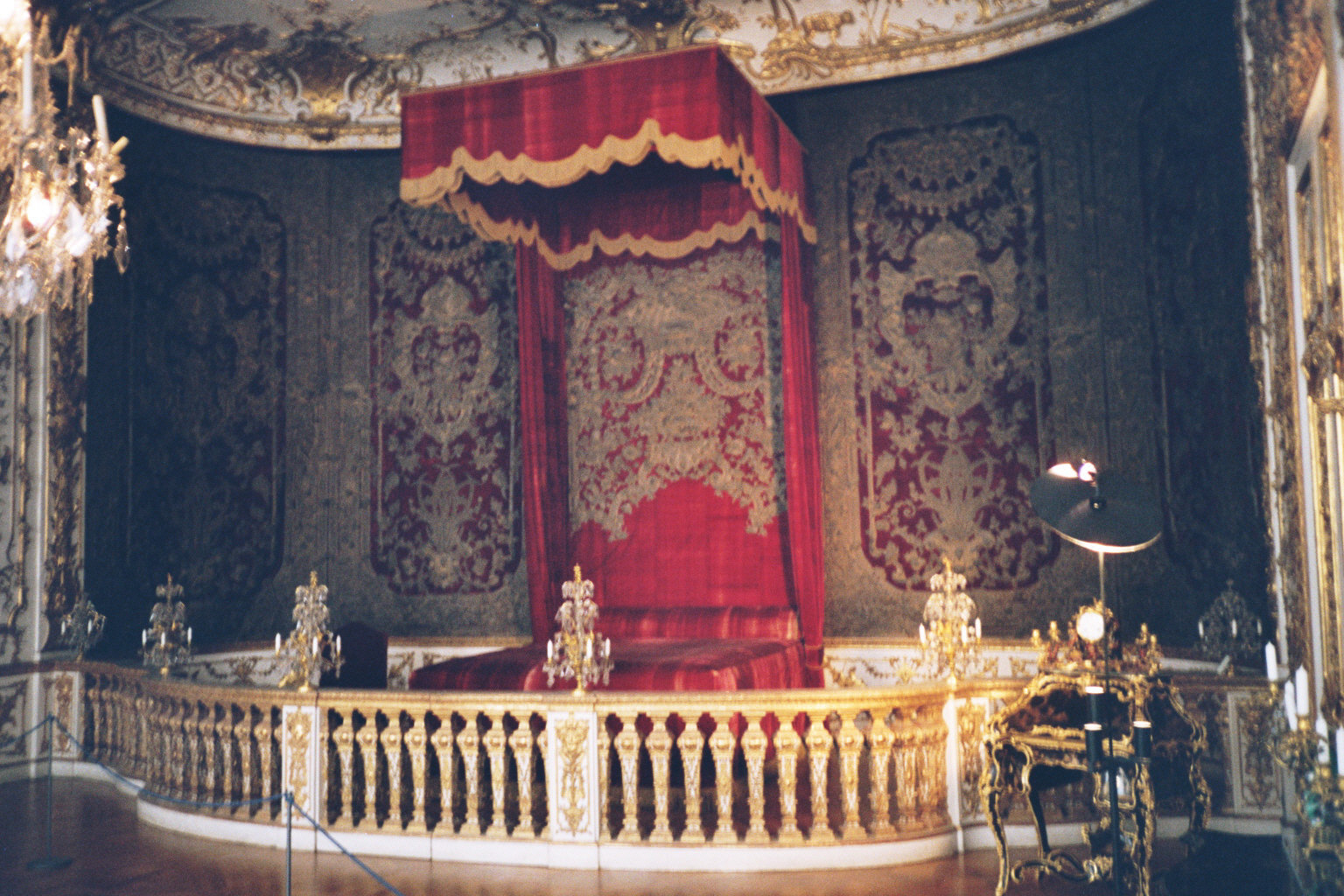
Quarto de Estado do Eleitor da Baviera, Residência de Munique

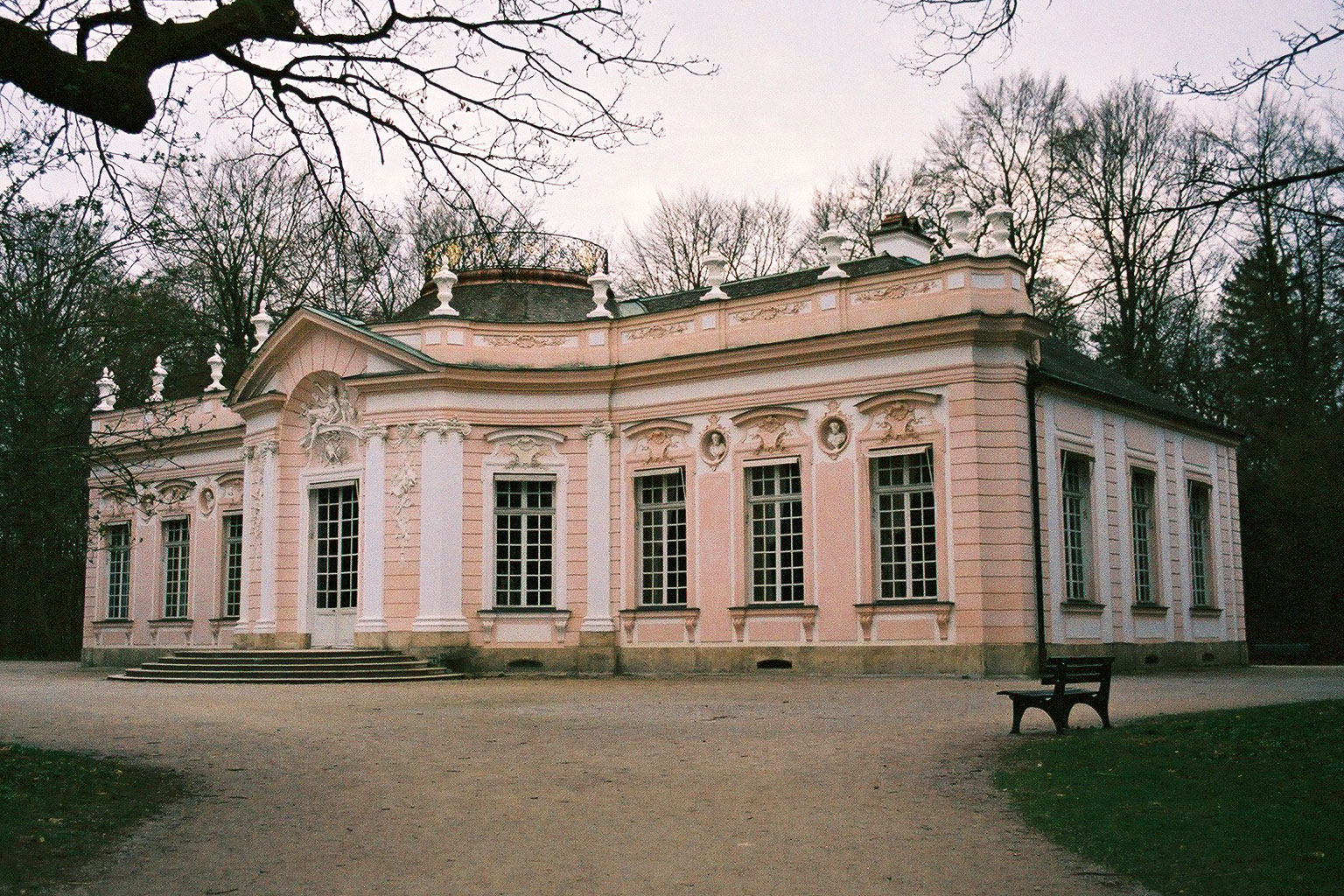
Amalienburg no Parque do Palácio de Nymphenburg

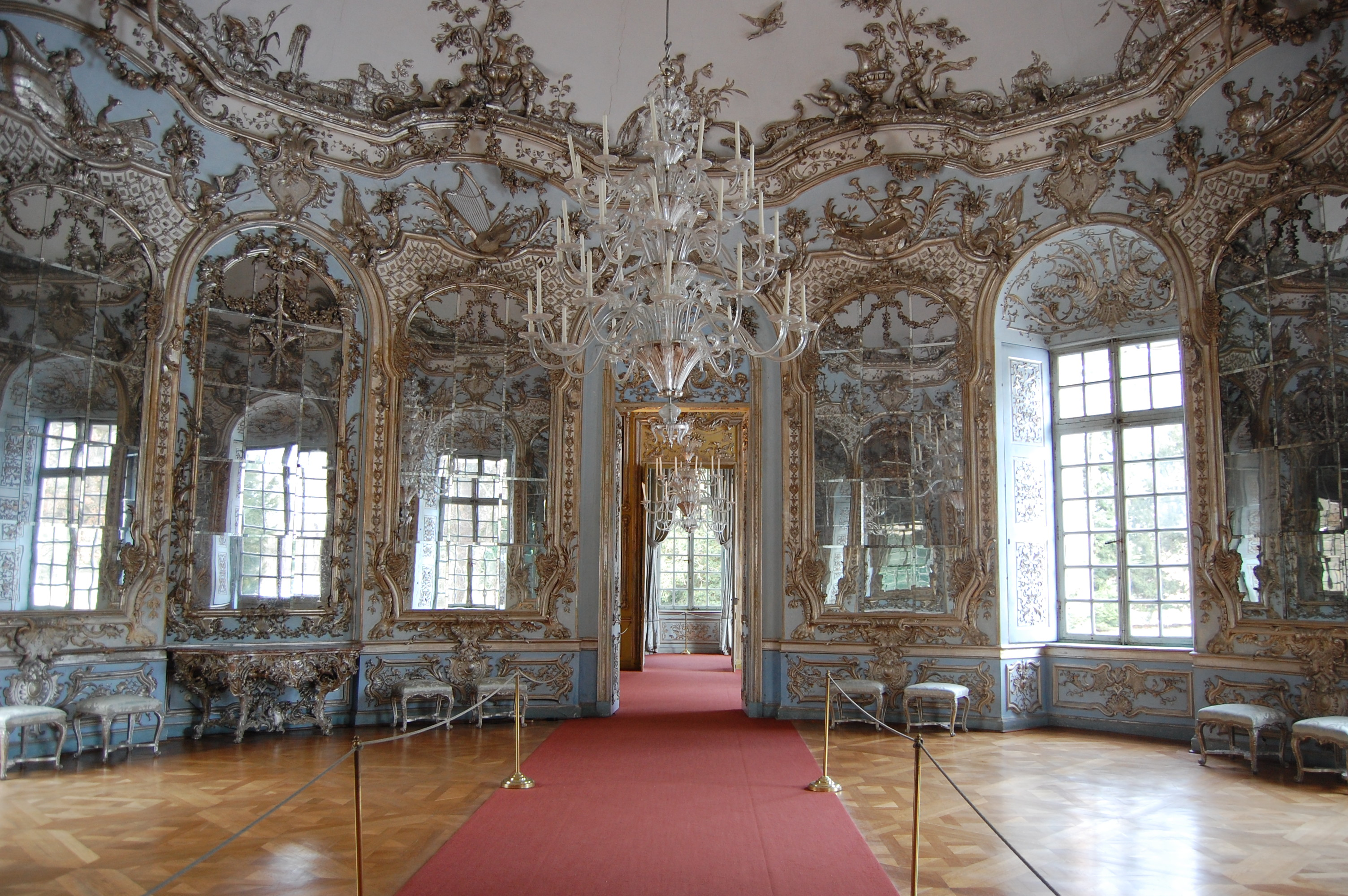
Salão dos Espelhos em Amalienburg

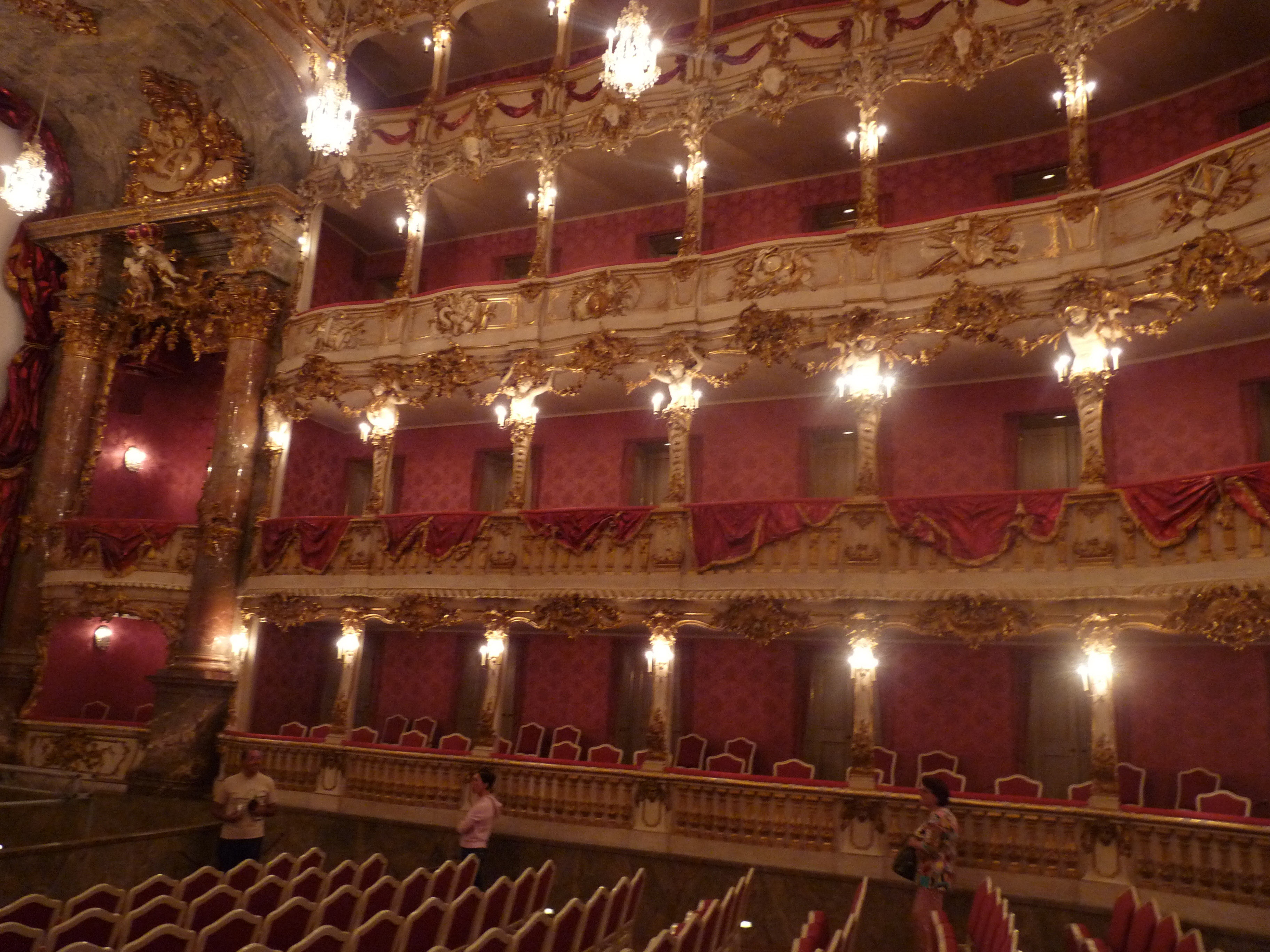
Interior do Teatro Cuvilliés, Residência de Munique

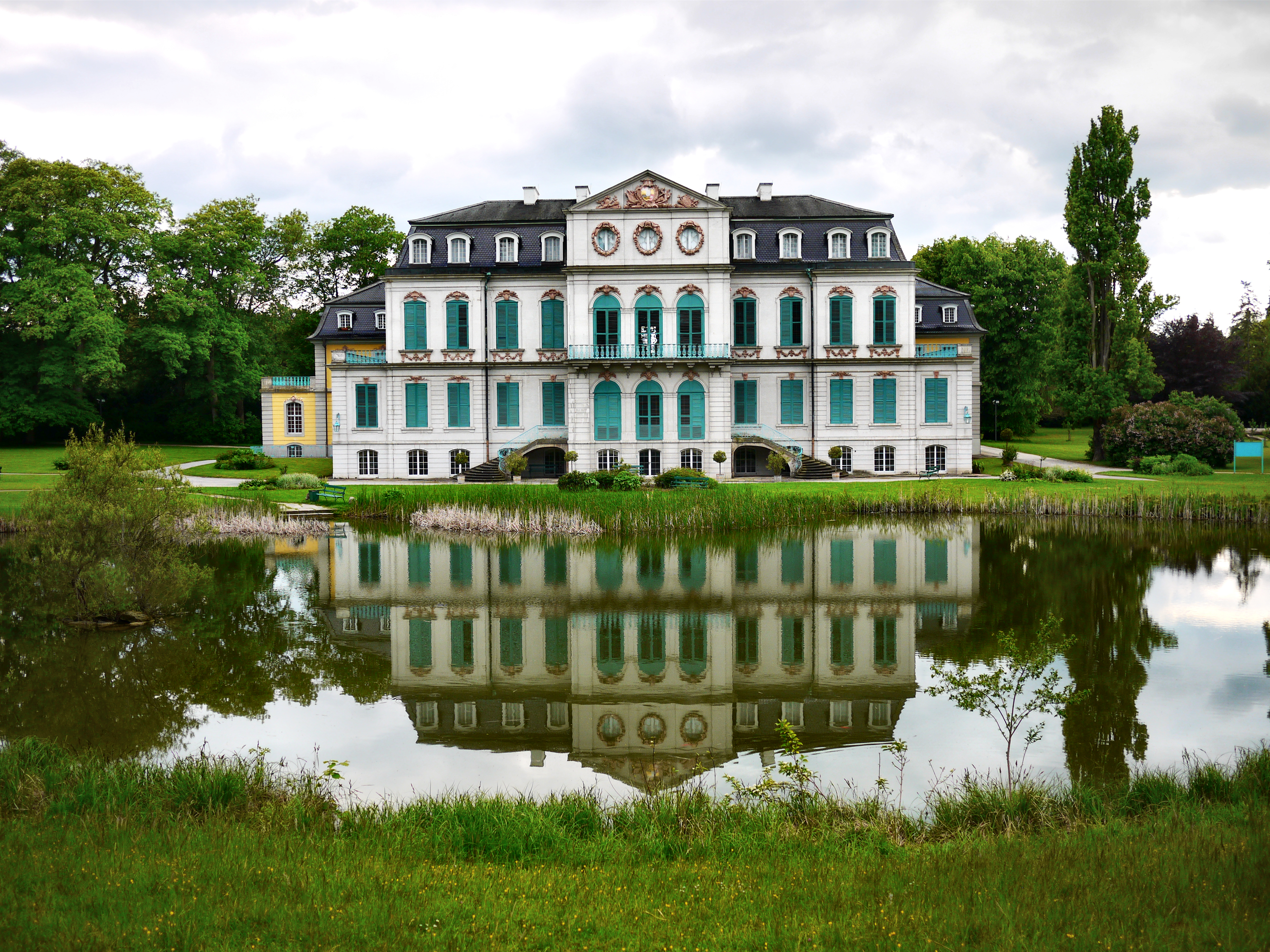
Castelo Wilhelmsthal em Calden

Cuvilliés era tão baixo em estatura que era visto como um anão da corte chamando a atenção do então exilado Maximiliano III José, Eleitor da Baviera, que detectou a aptidão do jovem anão e lhe ensinou matemática, depois financiou a sua educação com Joseph Effner e enviou-o para Paris de 1720 a 1724, onde treinou no ateliê de Jean-François Blondel. Quando regressou a Munique, foi nomeado arquiteto da corte, a princípio em conjunto com Effner.

## Obras principais
- Palácios Augustusburg e Falkenlust, Brühl ( Patrimônio Mundial ) (1728–1740)
- Palais Piosasque de Non em Munique (1729; destruído) ( de )
- Modernização da Residência de Munique (1730–1737), incluindo a construção do Teatro Cuvilliés (1750–1753)
- Palácio Holnstein em Munique (1733–1737)
- Amalienburg no parque do Palácio de Nymphenburg (1734–1739)
- Castelo de Haimhausen (1743–49)
- Schloss Wilhelmsthal em Calden perto de Kassel (1744)
- Fachada da Igreja Teatina, Munique (1768)